# Еталон модриново-ясеневого насадження з домішками сосни і дуба звичайного
Еталон модриново-ясеневого насадження з домішками сосни і дуба звичайного — ботанічна пам'ятка природи місцевого значення в Україні. Розташована поблизу села Озеряни Чортківського району Тернопільської області, у кв. 70, вид. 1 Улашківського лісництва Чортківського держлісгоспу, в межах лісового урочища «Дача Галілея». 
Площа — 3,4 га.Оголошений об'єктом природно-заповідного фонду рішенням Тернопільської обласної ради від 18 березня 1994. Перебуває у віданні державного лісогосподарського об'єднання «Тернопільліс». 
Під охороною — високопродуктивне модрино-ясенево-соснове насадження 1д бонітету віком понад 100 р.